# Плејнфилд (Висконсин)
Плејнфилд (енгл. Plainfield) град је у америчкој савезној држави Висконсин.

## Демографија
По попису из 2010. године број становника је 862, што је 37 (-4,1%) становника мање него 2000. године.
| Група             | 2000.       | 2010.       |
| Белци             | 724 (80,5%) | 691 (80,2%) |
| Афроамериканци    | 1 (0,1%)    | 3 (0,3%)    |
| Азијати           | 10 (1,1%)   | 4 (0,5%)    |
| Хиспаноамериканци | 161 (17,9%) | 155 (18,0%) |
| Укупно            | 899         | 862         |